# Dieunomia apacha
Dieunomia apacha là một loài Hymenoptera trong họ Halictidae. Loài này được Cresson mô tả khoa học năm 1868.